# Демидково (Пермский край)
Демидково — деревня в Добрянском городском округе Пермского края России.

## История
Известно с 1678 года. До 2019 года входила в состав ныне упразднённого Полазненского городского поселения Добрянского района.

## География
Деревня находится в центральной части края, в подзоне южной тайги, на левом берегу реки Камы, на расстоянии приблизительно 18 километров (по прямой) к югу от города Добрянки, административного центра округа. Абсолютная высота — 119 метров над уровнем моря.
Климат
Климат характеризуется как умеренно континентальный, с продолжительной холодной зимой и прохладным летом. Средняя многолетняя температура самого холодного месяца (января) составляет −15,5 — −16 °С (абсолютный минимум — −48,5 °С), температура самого тёплого (июля) — 17 — 17,5 °С (абсолютный максимум — 36,2 °С. Снежный покров держится в среднем 174 дня Среднегодовое количество осадков — 622 мм.

## Население
| 2010 |
| ---- |
| 0    |